# Charles Hamilton (2e baronnet)
Pour les articles homonymes, voir Charles Hamilton et Hamilton.
Pour les articles homonymes, voir Charles Hamilton.
Charles Hamilton, 2e baronnet, né le 25 mai 1767 en Grande-Bretagne et mort le 14 septembre 1849 à Iping dans le Sussex de l'Ouest, est un officier de la Royal Navy, député et gouverneur de Terre-Neuve de 1818 à 1823.